# St. Andrä-Wördern
St. Andrä-Wördern (auch Sankt Andrä-Wördern) ist eine Marktgemeinde mit 7956 Einwohnern (Stand 1. Jänner 2025) im Bezirk Tulln in Niederösterreich.

## Geografie
Sankt Andrä-Wördern liegt am Südostrand des Tullnerfelds in den Ausläufern des Wienerwalds in Niederösterreich. Die Fläche der Marktgemeinde umfasst 39,37 Quadratkilometer. 56,08 Prozent der Fläche sind bewaldet. Ein Teil des Gemeindegebietes ist als Naturpark Eichenhain unter Schutz gestellt.

### Gemeindegliederung
Das Gemeindegebiet umfasst folgende sieben Ortschaften (in Klammern Einwohnerzahl Stand 1. Jänner 2025):
- Altenberg (1040) samt Badesiedlung
- Greifenstein (188)
- Hadersfeld (259)
- Hintersdorf (695) samt Arzgrub und Haselbach
- Kirchbach (570) samt Oberkirchbach, Steinriegl und Unterkirchbach
- St. Andrä vor dem Hagenthale (1675) samt Friedhofsiedlung und Hagental
- Wördern (3529)

Die Gemeinde besteht aus den Katastralgemeinden Altenberg, Greifenstein, Hadersfeld, Hintersdorf, Kirchbach, St. Andrä und Wördern.

### Nachbargemeinden
| Zeiselmauer-Wolfpassing               | Stockerau, Spillern                         |                |
| Königstetten, Zeiselmauer-Wolfpassing | Kompassrose, die auf Nachbargemeinden zeigt | Klosterneuburg |
|                                       | Mauerbach                                   |                |

## Geschichte
Im 1. Jahrhundert n. Chr. hatten die Römer hier ein Kastell. Nach deren Rückzug lag das Gebiet der heutigen Großgemeinde im Grenzbereich der awarischen und bayerischen Herrschaft. Nach der endgültigen Eroberung des Awarenreiches durch den fränkischen Kaiser Karl den Großen im Jahr 803 setzte die Besiedlung der Ortschaft Kirchbach ein. Der entstehende Ort befand sich nun auf dem Gebiet des Baierischen Ostlandes. Ende des 8. Jahrhunderts errichteten die Franken ein „Kirchlein am Bach“. Im Jahr 1112 wird Wördern erstmals erwähnt und „Werdarin“ genannt. Damals wurde das Tullnerfeld planmäßig kolonisiert. Aus dieser Zeit stammen die Straßendörfer auf niederösterreichischem Boden. Speziell in Wördern kann man den Aufbau der Straßendörfer noch sehr gut erkennen. Urkundlich scheint St. Andrä um 1140 in einer Schenkungsurkunde an das Stift Klosterneuburg auf. Von 1185 bis 1803 war St. Andrä im Besitz des Bistums Passau. Beim Türkeneinfall 1683 wurde der Ort geplündert und verwüstet.
Aus den Gemeindeakten geht hervor, dass 1847 in St. Andrä 35 Bauern, 16 Hauer und 30 Einwohner lebten. Das älteste Haus ist das so genannte „Moserhaus“ in der Wallenböckgasse 1.
1972 wurden die Gemeinden St. Andrä vor dem Hagenthale, Wördern, Greifenstein, Hintersdorf und Kirchbach zusammengelegt und der neue Name der Gemeinde mit St. Andrä-Wördern festgelegt.

## Einwohnerentwicklung
| St. Andrä-Wördern: Einwohnerzahlen von 1869 bis 2025 | St. Andrä-Wördern: Einwohnerzahlen von 1869 bis 2025 | St. Andrä-Wördern: Einwohnerzahlen von 1869 bis 2025 | St. Andrä-Wördern: Einwohnerzahlen von 1869 bis 2025 | St. Andrä-Wördern: Einwohnerzahlen von 1869 bis 2025 |
| ---------------------------------------------------- | ---------------------------------------------------- | ---------------------------------------------------- | ---------------------------------------------------- | ---------------------------------------------------- |
| Jahr                                                 |                                                      |                                                      |                                                      | Einwohner                                            |
| 1869                                                 | 1869                                                 |                                                      | 2.496                                                | 2.496                                                |
| 1880                                                 | 1880                                                 |                                                      | 2.644                                                | 2.644                                                |
| 1890                                                 | 1890                                                 |                                                      | 2.747                                                | 2.747                                                |
| 1900                                                 | 1900                                                 |                                                      | 3.214                                                | 3.214                                                |
| 1910                                                 | 1910                                                 |                                                      | 3.939                                                | 3.939                                                |
| 1923                                                 | 1923                                                 |                                                      | 4.285                                                | 4.285                                                |
| 1934                                                 | 1934                                                 |                                                      | 4.461                                                | 4.461                                                |
| 1939                                                 | 1939                                                 |                                                      | 4.278                                                | 4.278                                                |
| 1951                                                 | 1951                                                 |                                                      | 4.449                                                | 4.449                                                |
| 1961                                                 | 1961                                                 |                                                      | 4.481                                                | 4.481                                                |
| 1971                                                 | 1971                                                 |                                                      | 4.675                                                | 4.675                                                |
| 1981                                                 | 1981                                                 |                                                      | 4.750                                                | 4.750                                                |
| 1991                                                 | 1991                                                 |                                                      | 5.404                                                | 5.404                                                |
| 2001                                                 | 2001                                                 |                                                      | 6.436                                                | 6.436                                                |
| 2011                                                 | 2011                                                 |                                                      | 7.552                                                | 7.552                                                |
| 2021                                                 | 2021                                                 |                                                      | 7.897                                                | 7.897                                                |
| 2025                                                 | 2025                                                 |                                                      | 7.956                                                | 7.956                                                |
| Quelle(n): Statistik Austria, Gebietsstand 1.1.2021  |                                                      |                                                      |                                                      |                                                      |

## Kultur und Sehenswürdigkeiten
Altenberg

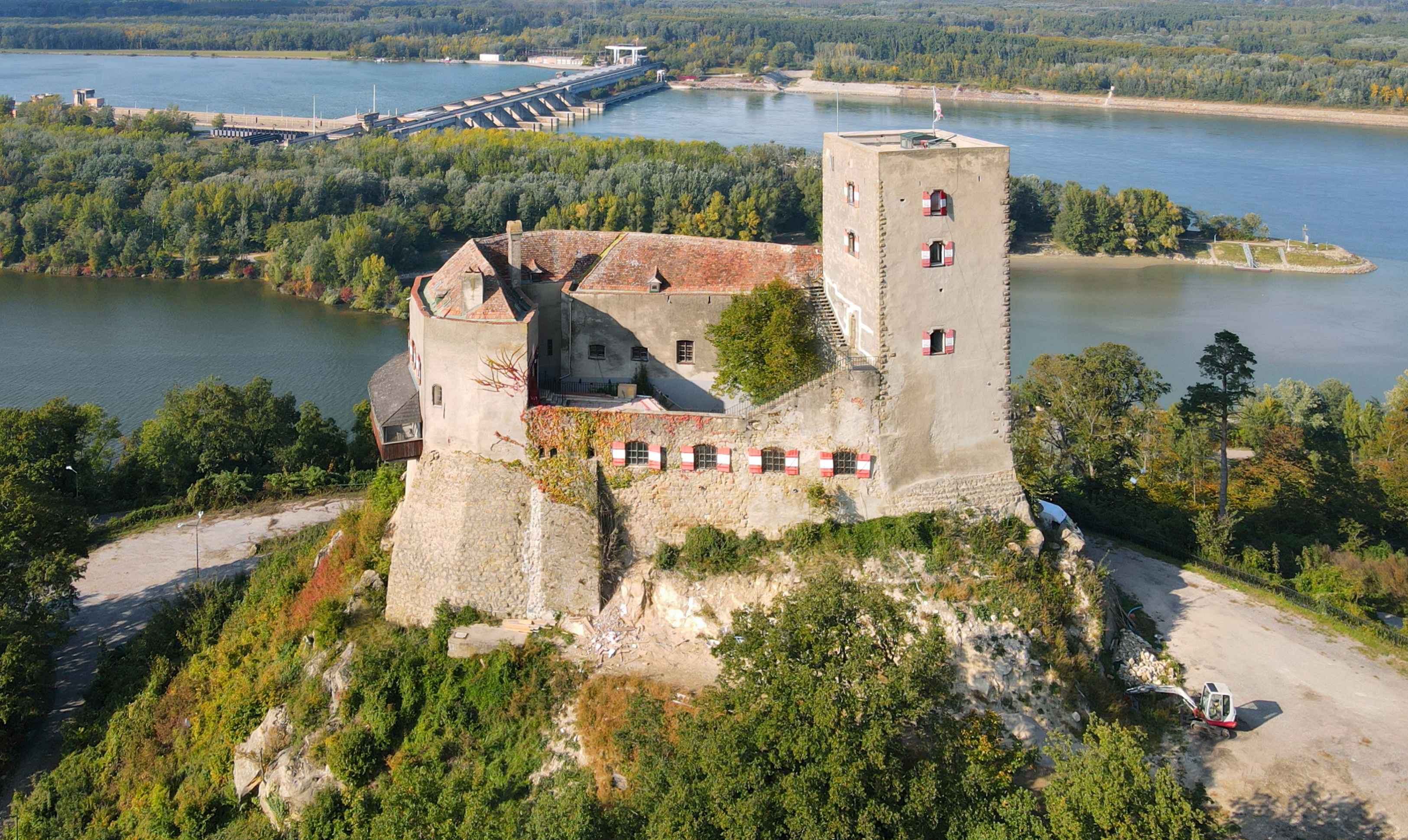
Burg Greifenstein

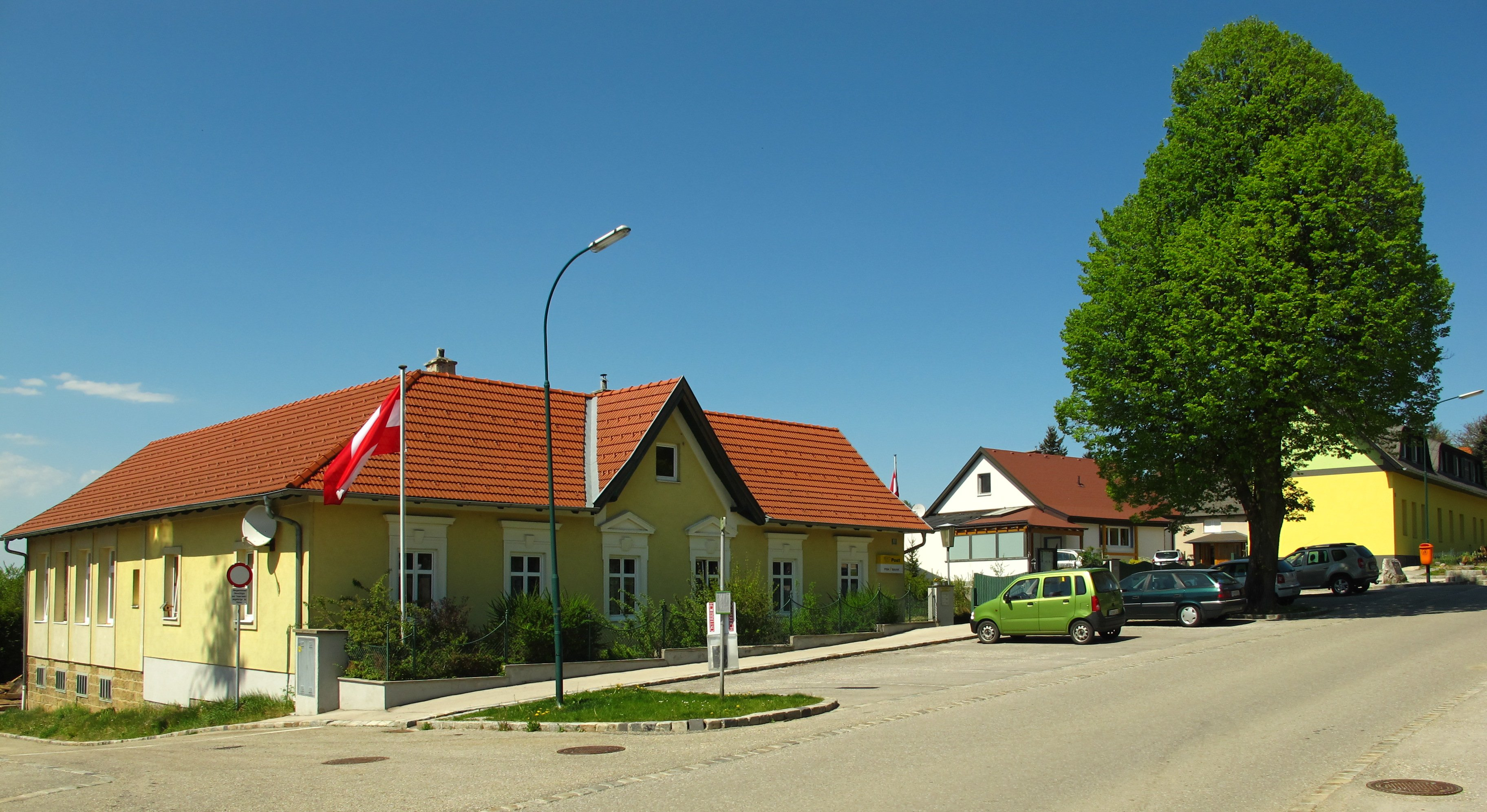
Hintersdorf

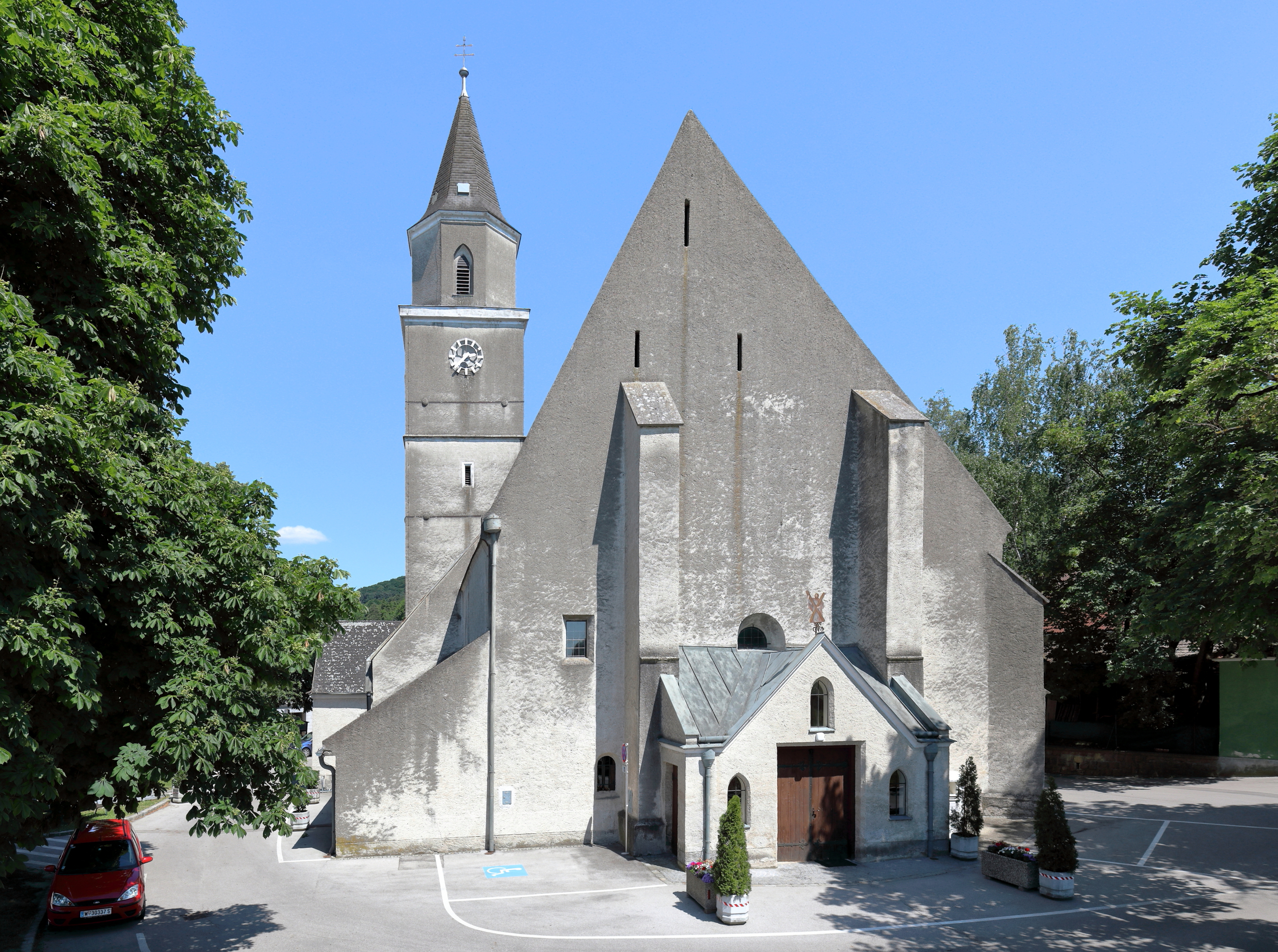
Pfarrkirche St. Andrä vor dem Hagental

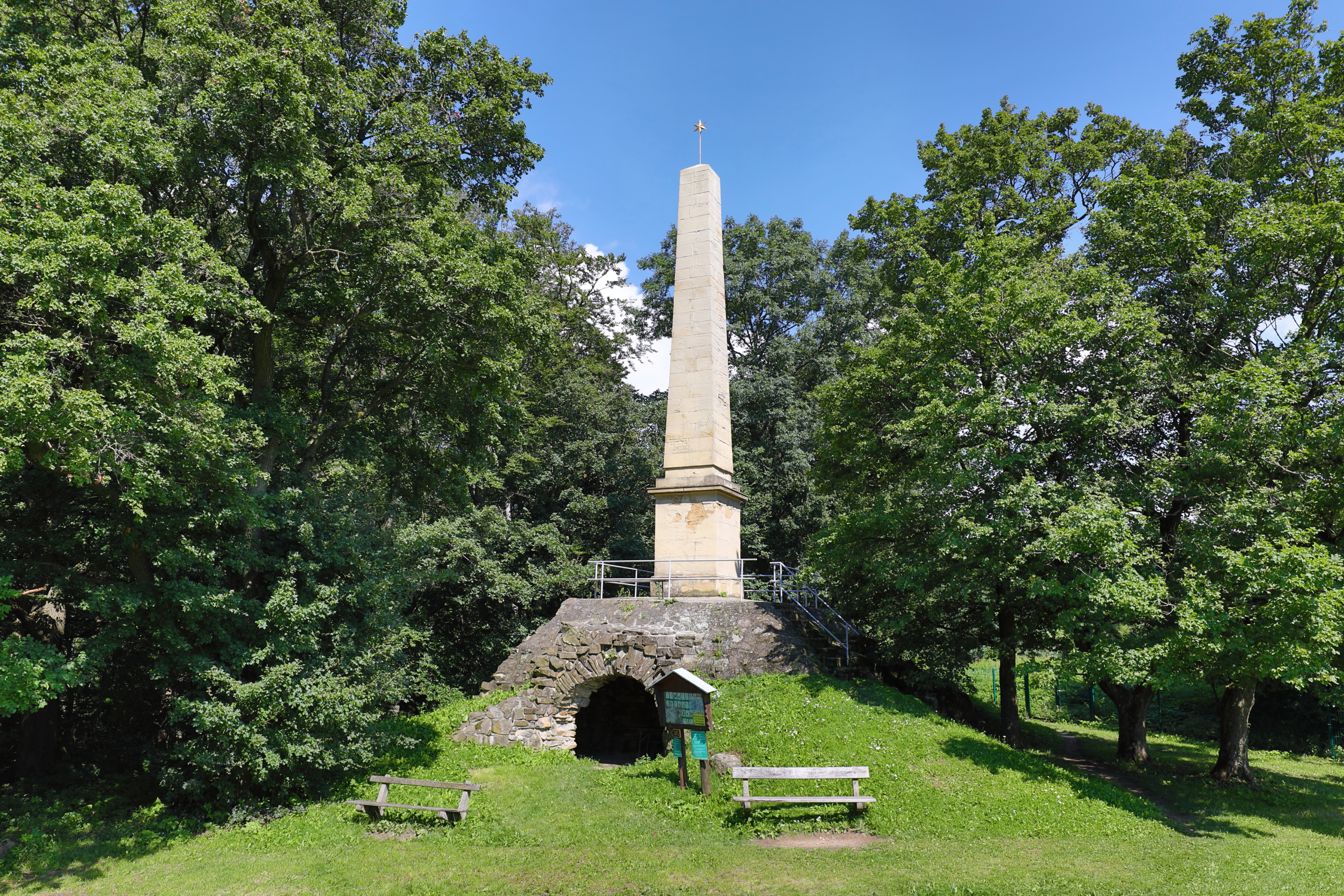
Obelisk in Hadersfeld

- Tempelbergwarte; Aussichtswarte zu Ehren von Kaiser Franz Joseph I.

Greifenstein
- Burg Greifenstein, eine Höhenburg aus dem 11. Jahrhundert.

Hadersfeld
- Schloss Hadersfeld; um 1500 errichtet und von 1803 bis 1806 unter Johann Fürst Liechtenstein zu einem Jagdschloss umgebaut und erweitert.[10]
- Obelisk im ehemaligen Landschaftsgarten des Fürsten Liechtenstein. Ursprünglich war dies die Stätte früherer Leuchtfeuer, die vor einfallenden Türken warnen sollten.

Hintersdorf
- Schloss Hintersdorf: Die erste Erwähnung erfolgte 1304 in einer Passauer Urkunde. 1783 erwarb Pater Jacob Geyer, Pfarrer in St. Andrä, den Besitz für seine drei Neffen. Er musste bei der Versteigerung 24.000 Gulden bieten. Er baute das Schloss aus und die Kapelle an. Das kleine Schloss besaß acht Zimmer, Turm und Kapelle.

St. Andrä vor dem Hagenthale
- Pfarrkirche St. Andrä vor dem Hagental; eine ehemalige Wehrkirche.
- Hagenbachklamm, ein Teil des Naturparks Eichenhain im nördlichen Wienerwald.

Wördern
- Villa Pereira; ein frühhistoristisches Bauwerk, welches der Enkel von Fanny von Arnstein errichten ließ.

## Wirtschaft und Infrastruktur

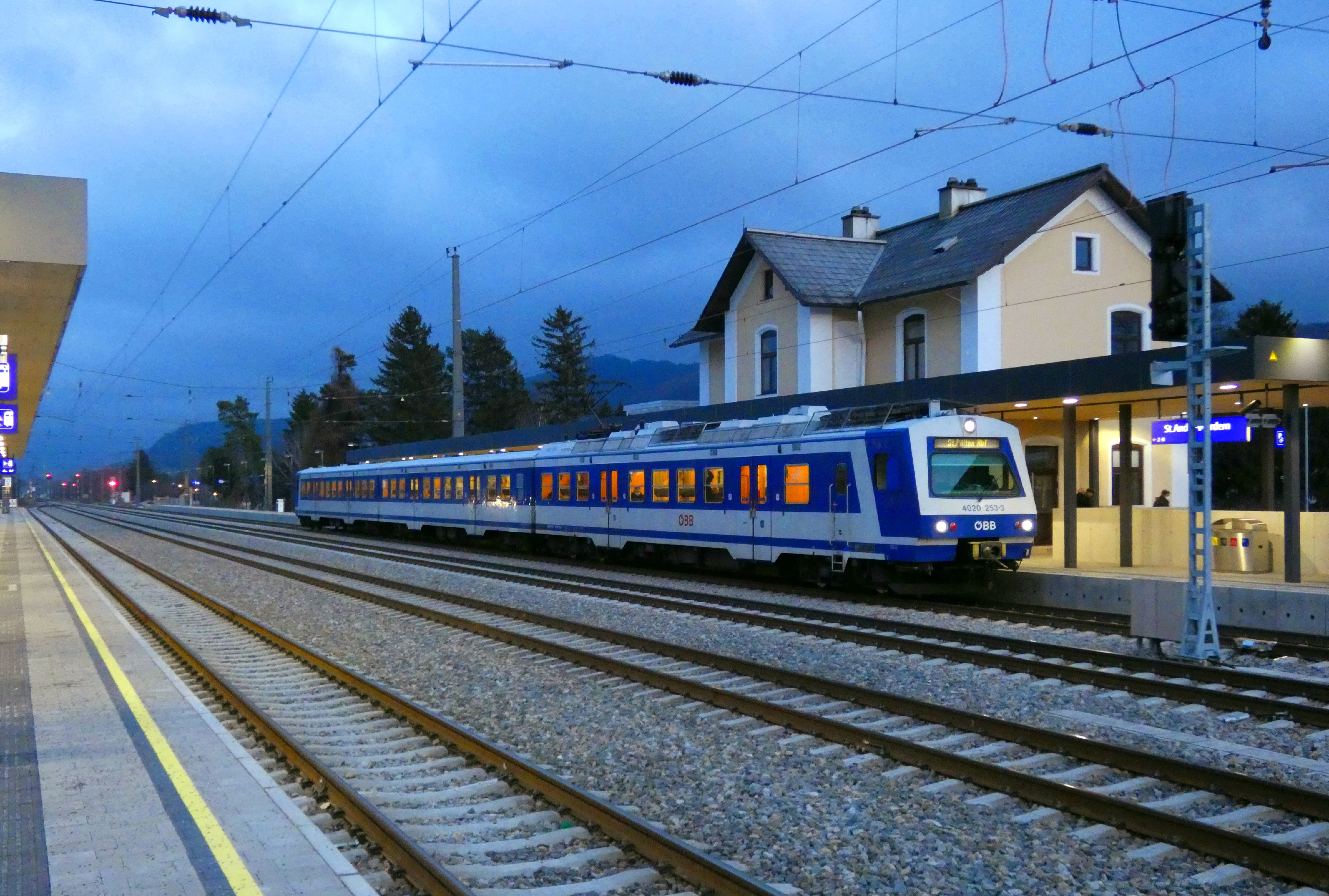
Bahnhof St. Andrä-Wördern

Es gab 293 nichtlandwirtschaftliche Arbeitsstätten im Jahr 2001, 51 land- und forstwirtschaftliche Betriebe nach der Erhebung 1999. Nach der Volkszählung 2001 betrug die Zahl der Erwerbstätigen im Wohnort 2985. Die Erwerbsquote lag 2001 bei 47,91 Prozent.
Nördlich der Katastralgemeinde Greifenstein befindet sich das Donaukraftwerk Greifenstein. 1951 bis 1967 war die Gemeinde Industriestandort des Stahlwerks von Johann Haselgruber, welches 1958 von der Österreichischen Alpine Montangesellschaft übernommen wurde.
2012 ergab eine Verkehrszählung der Niederösterreichischen Landesregierung, dass täglich 12.400 Fahrzeuge durch den Kreisverkehr in St. Andrä-Wördern fahren. Er ist der mit Abstand verkehrsreichste Punkt im südöstlichen Tullnerfeld.
In St. Andrä-Wördern gibt es eine Volksschule, eine Mittelschule und eine private Montessori-Schule.
Im Ortskern der Gemeinde besitzt St. Andrä-Wördern einen Bahnhof an der Franz-Josefs-Bahn. Dieser wurde im Jahre 2020 zu einem 100 % barrierefreien Bahnhof umgebaut. Es bestehen halbstündliche Verbindungen Richtung Wien und Tulln. Zusätzlich teilen sich Greifenstein und Altenberg die Bahnhaltestelle Greifenstein-Altenberg.

## Politik

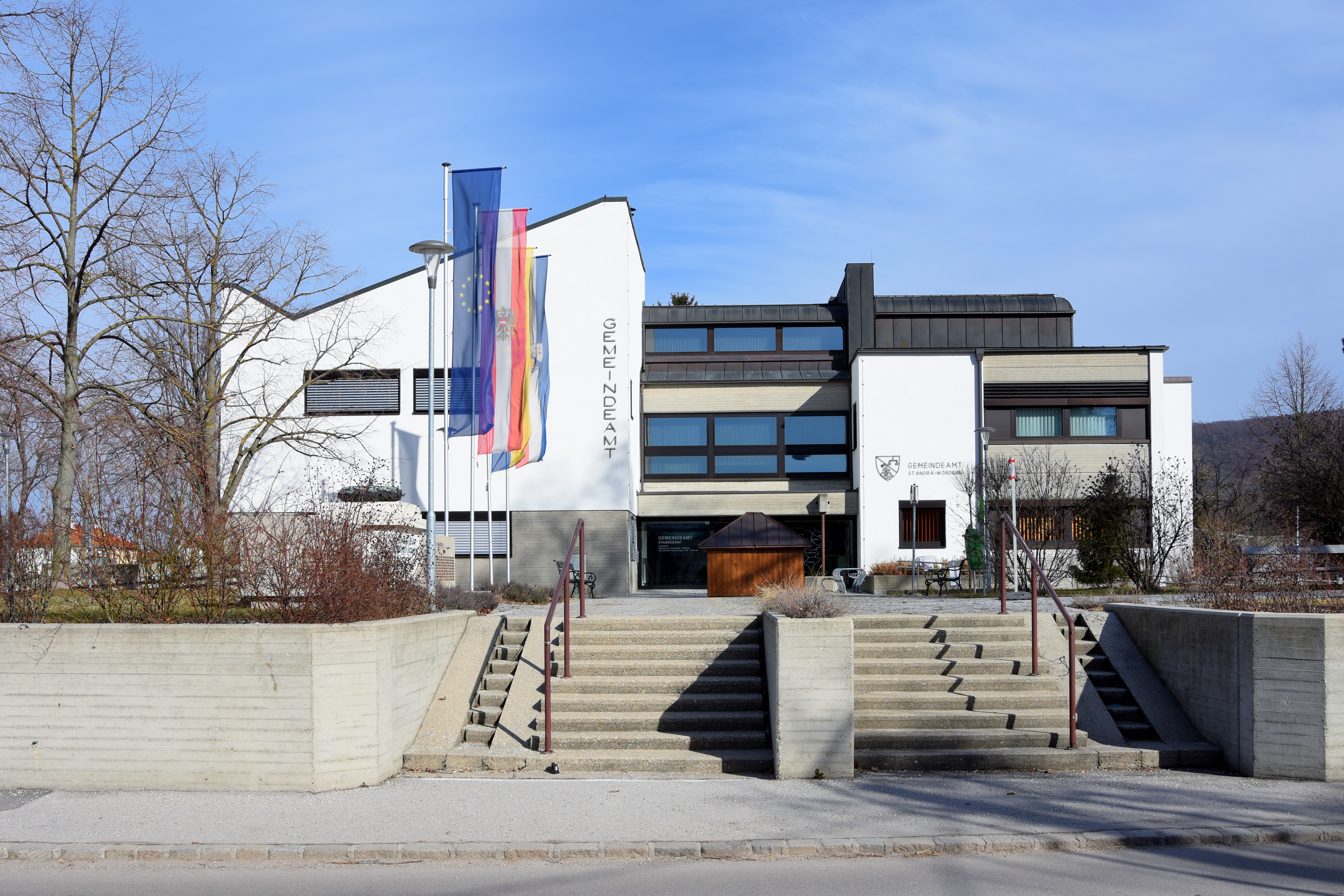
Gemeindeamt St. Andrä-Wördern

### Gemeinderat
Der Gemeinderat hat 33 Mitglieder.
- Mit den Gemeinderatswahlen in Niederösterreich 1990 hatte der Gemeinderat folgende Verteilung: 17 SPÖ und 12 ÖVP. (29 Mitglieder)
- Mit den Gemeinderatswahlen in Niederösterreich 1995 hatte der Gemeinderat folgende Verteilung: 13 SPÖ, 11 ÖVP, 3 FPÖ und 2 LIF.[12]
- Mit den Gemeinderatswahlen in Niederösterreich 2000 hatte der Gemeinderat folgende Verteilung: 14 SPÖ, 11 ÖVP, 2 Grüne und 2 FPÖ.[13]
- Mit den Gemeinderatswahlen in Niederösterreich 2005 hatte der Gemeinderat folgende Verteilung: 15 SPÖ, 11 ÖVP, 2 Grüne und 1 FPÖ.[14]
- Mit den Gemeinderatswahlen in Niederösterreich 2010 hatte der Gemeinderat folgende Verteilung: 14 SPÖ, 10 ÖVP, 3 Grüne und 2 FPÖ.[15] (29 Mitglieder)
- Mit den Gemeinderatswahlen in Niederösterreich 2015 hatte der Gemeinderat folgende Verteilung: 13 SPÖ, 8 ÖVP, 5 Grüne, 4 Bürgerliste St. Andrä-Wördern und 3 FPÖ.[16]
- Mit den Gemeinderatswahlen in Niederösterreich 2020 hatte der Gemeinderat folgende Verteilung: 12 SPÖ, 8 ÖVP, 8 Grüne, 3 Bürgerliste St. Andrä-Wördern und 2 FPÖ.[17]

Ab dem 29. Oktober 2024 war, durch einen Übertritt von der SPÖ, NEOS im Gemeinderat vertreten.
- Mit den Gemeinderatswahlen in Niederösterreich 2025 hat der Gemeinderat folgende Verteilung: 10 SPÖ, 8 ÖVP, 8 Grüne, 4 FPÖ, 2 BLSTAW (Bürgerliste St. Andrä-Wördern) und 1 NEOS.[19]

Da die FPÖ bei der Wahl de jure zwar 4 Mandate erlangte, die Wahlliste jedoch nur aus 3 Personen bestand, ist ein Sitz im Gemeinderat leer.

### Bürgermeister
- 2015–2025 Maximilian Titz (ÖVP), Vizebürgermeisterin war Ulrike Fischer (Grüne)
- seit 2025 Susanna Kittinger (ÖVP), Vizebürgermeister ist Rudolf Hammer (SPÖ)[21]

### Gemeindepartnerschaften
- Seit 14. September 1990 Greifenstein in Hessen, Deutschland.

## Persönlichkeiten
- Friedrich Ferdinand von Beust (1809–1886), Ministerpräsident, starb auf Schloss Altenberg
- Leopold Bieder (1921–1987), Politiker
- Adolf Lorenz (1854–1946), Orthopäde, verheiratet mit Emma Lecher aus Altenberg
- Konrad Lorenz (1903–1989), Verhaltensforscher und Nobelpreisträger, Ehrenbürger, begraben auf dem Ortsfriedhof in St. Andrä in der Familiengruft
- Barbara Pflaum (1912–2002), Fotografin, verbrachte hier im Elternhaus ihre Kindheit
- Kurt Waldheim (1918–2007), Außenminister, Bundespräsident und Generalsekretär der Vereinten Nationen, Ehrenbürger
- Joe Zawinul (1932–2007), Jazz-Musiker, Ehrenbürger, verbrachte Teile seiner Kindheit in Kirchbach[22]
- Der Schriftsteller Peter Altenberg wählte sein Pseudonym nach seiner Jugendliebe Berta Lecher, gerufen „Peter“, die in Altenberg an der Donau wohnte.[23]
- Ulrike Fischer (* 1972), ehemalige Vizebürgermeisterin und Nationalratsabgeordnete